# Ostrinotes gentiana
Ostrinotes gentiana is een vlinder uit de familie van de Lycaenidae. De wetenschappelijke naam van de soort werd als Thecla gentiana in 1907 gepubliceerd door Hamilton Herbert Druce.